# 빌래수바르구
빌래수바르구(아제르바이잔어: Biləsuvar rayonu)는 아제르바이잔 남동부에 위치한 구로 행정 중심지는 빌래수바르이며 면적은 1,400km2, 인구는 74,906명(1999년 기준)이다. 서쪽으로는 이란과 국경을 접한다.